# Creatio ex nihilo
Con la locuzione latina creatio ex nihilo (dal latino: lett. "creazione dal nulla") si intende l'atto con il quale Dio ha creato dal nulla tutte le cose invisibili e visibili, inclusa la materia di cui queste ultime sono fatte.
La creatio ex nihilo si oppone alla creatio ex materia, che afferma l'esistenza eterna della materia a partire dalla quale l'universo sarebbe stato creato.

## Creatio ex nihilonelle religioni
La creatio ex nihilo è la dottrina secondo cui tutta la materia e le cose immateriali sono state create liberamente dal nulla, ad opera di Dio, in un momento iniziale in cui sia il tempo che la vita hanno cominciato ad esistere (creazione in initio temporis). San Tommaso d'Aquino ammise anche la possibilità, meramente teorica, di una creazione dal nulla e dall'eternità (ab aeterno), che però è smentita dal Libro della Genesi.
Il fondatore del neoplatonismo, Plotino, affermò che il cosmo fosse invece un'emanazione eterna e necessaria dell'Uno, il quale non aveva il potere di creare dal nulla e trovava fuori di sé la materia, terza ipostasi coeterna all'Uno, con cui plasmare l'esistente: permaneva il dualismo tra il principio primo del Tutto e la materia, come nel Demiurgo del Timeo platonico. Questa visione era inaccettabile per i primi Padri della Chiesa e fu successivamente rifiutata anche dai filosofi arabi ed ebraici.

### Vicino Oriente Antico
Sebbene la cosmologia del Vicino Oriente Antico sia ampiamente collegata alla creatio ex materia, alcuni studiosi hanno suggerito che il concetto di creatio ex nihilo possa essere rinvenuto all'interno di fonti extrabibliche come la teologia memphita egizia. Hilber affermò che tale fonte egizia era riconducibile alla creatio ex materia e che, pur dovendosi negare la presenza della creazione dal nulla nella Genesi, alcuni passi del Libro di Isaia, del Libro dei Proverbi e dei Salmi potrebbero invece richiamare la creatio ex nihilo. Anche le dossologie cosmogoniche del Libro di Amos presentano una visione della creazione ex nihilo.

### Giudaismo
Una delle prime affermazioni che articolano il concetto di creatio ex nihilo proviene da 2 Maccabei 7:28:
[23] 
Nel I secolo, Filone di Alessandria, un ebreo ellenizzato, espone l'idea di base della creazione ex nihilo, pur con alcune contraddizioni interne, rifiutando l'idea greca dell'eternità dell'universo e sostenendo che anche il tempo ha avuto un inizio creato da Dio. Riguardo ad altri passi, alcuni studiosi hanno dichiarato che egli postulò la preesistenza della materia rispetto alla creazione la sua co-eternità con Dio. Altri importanti studiosi, come Harry Austryn Wolfson, vedono questa interpretazione delle idee di Filone in modo diverso e sostengono che la cosiddetta materia preesistente è in realtà stata creata anch'essa.
Nel X secolo, Saadia Gaon introdusse la creazione ex nihilo nelle letture della Bibbia ebraica nella sua opera Libro delle credenze e delle opinioni, in cui immagina un Dio molto più grandioso e onnipotente di quello dei rabbini, il cui Dio creava il mondo dalla materia preesistente. Oggi gli ebrei, come i cristiani, tendono a credere nella creazione ex nihilo, anche se alcuni studiosi ebrei sostengono ancora che Genesi 1:1 sarebbe compatibile con la preesistenza della materia, a cui Dio darebbe la forma.

#### Chassidismo e cabala ebraica
I filosofi ebrei del IX e X secolo adottarono il concetto di yesh me-Ayi”, contraddicendo quelli greci e la visione aristotelica secondo cui il mondo era stato creato dalla materia primordiale e/o era eterno.

### Cristianità
I cristiani credono nella creazione ex nihilo, ossia che all'inizio non c'era nulla se non un Dio unico, infinito ed eterno, e che Dio da solo ha portato all'esistenza dal nulla tutta la materia, l'energia, il tempo e lo spazio.
Tra i filosofi gnostici Basilide è il primo ad affermare la dottrina della creazione dal nulla.
Questa dottrina fu ampiamente difesa negli ambienti cristiani fin dai primi tempi e ricevette la sua prima esplicita articolazione da Teofilo di Antiochia in una sua opera nota come Ad Autolico, in un capitolo intitolato Opinioni assurde dei filosofi su Dio:
(2.4)
L'affermazione di Teofilo è quasi una citazione letterale di San Paolo: 
(Romani 4,17.)
Per questo motivo la creazione ex nihilo era diventata un principio fondamentale della teologia cristiana già nel III secolo. Nella tarda antichità, Giovanni Filopono fu il suo difensore più importante.
In tempi moderni, alcuni teologi cristiani sostengono che, sebbene la Bibbia non menzioni esplicitamente la creazione ex nihilo, essa acquisti validità per il fatto di essere stata sostenuta da tanti per tanto tempo. Altri hanno cercato alternative alla creatio ex nihilo, come l'idea che Dio abbia creato da sé stesso (ex ipse), ma questo implicherebbe il fatto che il mondo sia più o meno identico a Dio; o che Dio abbia creato dalla materia preesistente (ex materia), ma questo implica che il mondo non dipenda da Dio per la sua esistenza. La nozione di creazione ex nihilo è alla base delle moderne argomentazioni per l'esistenza di Dio tra i filosofi cristiani e teisti, in modo particolare l'argomento cosmologico e, in particolare, l'argomento cosmologico Kalam.

### Mormonismo
I membri della Chiesa di Gesù Cristo dei Santi degli Ultimi Giorni non credono che Dio abbia creato l'universo ex nihilo (dal nulla). Secondo loro, l'atto della creazione consiste nell'organizzare o riorganizzare la materia o l'intelligenza preesistente (creatio ex materia).

### Islam
La maggior parte degli studiosi dell'islam condivide con il cristianesimo e l'ebraismo l'idea che Dio è la causa prima e il creatore assoluto; Egli non ha creato il mondo dalla materia preesistente. Tuttavia, i seguaci di Ibn Taymiyya ritengono che Dio abbia modellato il mondo a partire dalla materia primordiale. Essi praticano un'interpretazione letterale del Corano; le loro fonti sono diventate il fondamento del wahhabismo.

### Induismo
La Chāndogya Upaniṣad (6.2.1) dice che prima che il mondo si manifestasse, c'era solo l'esistenza, una e ineguagliabile (sat eva ekam eva advitīyam). Swami Lokeshwarananda ha commentato questo passaggio dicendo che l'idea che "qualcosa [nasca] dal nulla è un'idea assurda".

### Stoicismo
Lo stoicismo, fondato da Zenone di Cizio intorno al 300 a.C., sostiene che la creazione dal nulla sia impossibile e che Zeus abbia creato il mondo dal suo stesso essere.

## Nella scienza moderna
A differenza della teologia, il Big Bang è una teoria scientifica che non offre una spiegazione dell'esistenza cosmica, ma solo una descrizione dei suoi primi istanti di vita.